# Лутра (дем Касандра)
Лутра  (на гръцки: Λουτρά, в превод Бани) е курортно селище в Егейска Македония, Гърция, в дем Касандра, административна област Централна Македония. Лутра има население от 88 души (2001).

## География
Лутра е разположено в южния край на полуостров Касандра, на брега на Солунския залив, на пет километра от село Агия Параксеви.